# Staulanza-hágó
A Staulanza-hágó, olaszul: Passo Staulanza vagy Forcella Staulanza, egy 1773 m tszf. magasságú hegyi hágó a Bellunói Dolomitokban, Olaszország Belluno megyéjében (Veneto régióban), a Cadore-vidékhez tartozó Fiorentina-völgy és a Zoldo-völgy (Valzoldana) között. Nyugaton a 2158 m magas Monte Crot, keleten a 3168 m maga Monte Pelmo tömbje fogja közre. Északnyugati oldala Selva di Cadore, délkeleti oldala Forno di Zoldo község területéhez tartozik. A hágón az SS251 számú főútvonal halad keresztül.

## Fekvése
A Staulanza-hágó a Bellunói Dolomitokban fekszik, a Dolomitok délkeleti részén (hivatalos SOIUSA/IVOEA felosztás szerint a Zoldói-Dolomitok északi és déli főcsoportjának határán). Vízválasztót képez a Cordévole folyó és a Zoldo-völgyi Maè patak között, (bár mindkettő végül a Piave folyóba torkollik). A hágó körül a Malga Staulanza nevű alpesi rét terül el, amelynek látképét a fölé magasodó Monte Pelmo déli mellékcsúcsának, a 2990 m magas Pelmettónak tömbje uralja.

## A hágó útja
A hágón az SS 251 főútvonal halad át, amelynek nyugati vége a Cordévole-völgyben futó SS 203-as „Agordina” főútból ágazik ki, Colle Santa Lucia közelében. Selva di Cadore mellett kiágazik belőle a Giau-hágóra menő SS 638-as főút. A 251-es út innen délnyugatnak fordul, a festői szépségű Fiorentina-völgyön át enyhe emelkedővel vezet fel a Staulanza-hágóra, a 2158 m magas Monte Crot lábához. A hágóról jó kilátás nyílik az út nyugati oldalán előtűnő Monte Pelmo 3168 m magas tömbjére. Itt áll a Staulanza-turistaház (Rifugio di Staulanza).  A hágótetőn az út élesen délnek fordul, a Zoldo-völgyi oldalon Zoldo Alto és Forno községeken keresztül halad a Piave folyó völgye felé. Longarone városánál a 251-es út átlép Friuli-Venezia Giulia régió Pordenone megyéjébe. A Cellina-völgybe felkapaszkodva áthalad Friuli-Dolomitokon, át a venetói síkságra. Portogruaróban végződik.

## Túrázás, sport
A hágótetőn étterem és parkolóhely van. A hágó központi fekvése miatt ideális kiindulópontot kínál a Monte Pelmo felé irányuló tűrákhoz. A Staulanza menedékház közelében, a Monte Pelmótól délre, a Pelmetto-mellékcsúcs lábánál, 2.050 m magasságban, az 1970-es években régészek dinoszauruszok lábnyomait találták meg. Ezeket a lenyomatokat Selva di Cadore múzeumába vitték, maga az eredeti lelőhely a Staulanza-hágótól induló rövid túrával, Zoldo Alto közelében, jelzett túraútvonalon elérhető.
A hágón áthalad az 1. sz. Dolomiti magashegyi túraút egyik szakasza (6. nap). A turistaház étterme tagja a Belluno megye által szervezett „Alte vie del Gusto” azaz „A jó ízek túraútjai” elnevezésű turizmus-támogató projektnek, amely a helyi gasztronómiát igyekszik megismertetni megszerettetni a turistákkal. A hágó közelében számos egyéb jelzett túraút is vezet, ezeken az Alleghe-i tó, a Civetta, a Monte Coldai vagy a Monte Pelmo túracéljai érhetők el. Híresek a környék sajtkészítő kisüzemeinek termékei.
A hágótól délre egy keskeny erdei úton jobbra letérve a Malga Fontanefredda nevű alpesi rétre juthatunk, itt van a Fontanefredda menedékház. Itt „be lehet csúszni” az utat keresztező sípályákra, ahonnan észak felé a Monte Fernazza (Selva di Cadore felé néző) lejtőire, vagy délnyugat felé a Monte Coldai sípályáira juthatunk, amelyek a Dolomiti Superski pályarendszer Alleghe–Civetta zónájához tartoznak.